# Dipartimento dell'energia e del cambiamento climatico
Il Dipartimento dell'energia e del cambiamento climatico (in inglese: Department of Energy and Climate Change, DECC) è un'ex dipartimento governativo del governo del Regno Unito. È stato istituito integrando alcune funzioni del Dipartimento per gli affari, le imprese e la riforma regolamentativa (Energia) e del Dipartimento per l'ambiente, l'alimentazione e gli affari rurali (Cambiamento Climatico). Il ministro è il Segretario di Stato per l'energia e il cambiamento climatico.

## Decentramento
Il decentramento della politica energetica nel Regno Unito varia. La maggior parte delle aree politiche all'interno della Gran Bretagna sono determinate da Westminster. Le principali questioni legate all'energia che sono "materie riservate ed escluse" (ovvero, dove non vi sia l'autorità delegata) sono le seguenti:
In Scozia
- Energia
- Petrolio e gas
- Carbone
- Nucleare
- Risparmio energetico

In Irlanda del Nord è esclusa l'energia atomica. Il Dipartimento delle imprese, del commercio e degli investimenti è responsabile della politica energetica globale.
In  Galles in base all'accordo di decentramento, alcune aree politiche sono state trasferite all'Assemblea nazionale per il Galles anziché essere di competenza dell'autorità di Westminster.

## Ministri

### Segretari di Stato
- Ed Miliband (2008–10)
- Chris Huhne (2010–12)
- Ed Davey (2012–15)
- Amber Rudd (2015–16)

### Ministri di Stato
- Mike O'Brien (2008–2009)
- Joan Ruddock (2009–2010)
- Charles Hendry (2010–2012)
- John Hayes (2012–2013)
- Michael Fallon (2013–2014)
- Matthew Hancock (2014–2015)
- Andrea Leadsom (2015–2016)